# Памела Ногейра
Памела Ногейра (порт. Pâmela Nogueira, 17 липня 1988) — бразильська синхронна плавчиня.
Учасниця Олімпійських Ігор 2016 року, де в змаганнях груп посіла 6-те місце.